# 1990-es férfi röplabda-világbajnokság
Az 1990-es férfi röplabda-világbajnokságot Brazíliában rendezték 1990. október 18. és október 28. között. A világbajnokságon 16 válogatott vett részt. A tornát az olasz válogatott nyerte meg, amelynek ez volt az első világbajnoki győzelme.

## Lebonyolítás
A 16 csapatot 4 darab, négycsapatos csoportba sorsolták. A csoportokban körmérkőzések döntötték el a csoportok végeredményét. A csoportokból az első három helyezett jutott tovább, a többi csapat kiesett.
A második és harmadik helyezetteknek egy mérkőzést kellett játszaniuk a negyeddöntőbe jutásért. A negyeddöntőtől egyenes kieséses rendszerben folytatódott a torna.

## Csoportkör
| Színmagyarázat                                                                                             |
| --- |
| A csoportok első helyezettjei bejutottak a negyeddöntőbe.                                                  |
| A csoportok második és harmadik helyezettjeinek egy mérkőzést kellett játszaniuk a negyeddöntőbe jutásért. |
| A csoportok negyedik helyezettjei kiestek.                                                                 |

### A csoport
|               |      | Mérkőzések | Mérkőzések | Szettek | Szettek | Szettek | Pontok | Pontok | Pontok |
| Csapat        | Pont | Gy         | V          | Sz+     | Sz–     | SzA     | P+     | P–     | PA     |
| ------------- | ---- | ---------- | ---------- | ------- | ------- | ------- | ------ | ------ | ------ |
| Brazília      | 6    | 3          | 0          | 9       | 2       | 4,500   | 160    | 114    | 1,404  |
| Svédország    | 5    | 2          | 1          | 8       | 6       | 1,333   | 201    | 172    | 1,169  |
| Csehszlovákia | 4    | 1          | 2          | 5       | 8       | 0,625   | 142    | 177    | 0,802  |
| Dél-Korea     | 3    | 0          | 3          | 3       | 9       | 0,333   | 129    | 169    | 0,763  |

| 1990. október 18. | Brazília           | 3–0 | Csehszlovákia | Rio de Janeiro |
| 1990. október 18. | (15–7, 15–7, 15–9) |     |               | Rio de Janeiro |

| 1990. október 18. | Svédország                  | 3–1 | Dél-Korea | Rio de Janeiro |
| 1990. október 18. | (15–8, 15–11, 16–17, 15–10) |     |           | Rio de Janeiro |

| 1990. október 19. | Brazília           | 3–0 | Dél-Korea | Rio de Janeiro |
| 1990. október 19. | (15–8, 15–4, 15–7) |     |           | Rio de Janeiro |

| 1990. október 19. | Svédország                        | 3–2 | Csehszlovákia | Rio de Janeiro |
| 1990. október 19. | (12–15, 15–9, 11–15, 15–4, 15–13) |     |               | Rio de Janeiro |

| 1990. október 20. | Brazília                           | 3–2 | Svédország | Rio de Janeiro |
| 1990. október 20. | (15–17, 16–14, 8–15, 16–14, 15–12) |     |            | Rio de Janeiro |

| 1990. október 20. | Csehszlovákia                      | 3–2 | Dél-Korea | Rio de Janeiro |
| 1990. október 20. | (15–11, 4–15, 15–11, 14–16, 15–11) |     |           | Rio de Janeiro |

### B csoport
|                  |      | Mérkőzések | Mérkőzések | Szettek | Szettek | Szettek | Pontok | Pontok | Pontok |
| Csapat           | Pont | Gy         | V          | Sz+     | Sz–     | SzA     | P+     | P–     | PA     |
| ---------------- | ---- | ---------- | ---------- | ------- | ------- | ------- | ------ | ------ | ------ |
| Argentína        | 6    | 3          | 0          | 9       | 0       | MAX     | 135    | 68     | 1,985  |
| Hollandia        | 5    | 2          | 1          | 6       | 3       | 2,000   | 107    | 90     | 1,189  |
| Kanada           | 4    | 1          | 2          | 3       | 7       | 0,429   | 113    | 144    | 0,785  |
| Egyesült Államok | 3    | 0          | 3          | 1       | 9       | 0,111   | 97     | 150    | 0,647  |

| 1990. október 18. | Argentína            | 3–0 | Kanada | Brazíliaváros |
| 1990. október 18. | (15–9, 15–11, 15–13) |     |        | Brazíliaváros |

| 1990. október 18. | Hollandia           | 3–0 | Egyesült Államok | Brazíliaváros |
| 1990. október 18. | (15–7, 15–12, 15–6) |     |                  | Brazíliaváros |

| 1990. október 19. | Kanada                       | 3–1 | Egyesült Államok | Brazíliaváros |
| 1990. október 19. | (15–13, 15–11, 15–17, 15–13) |     |                  | Brazíliaváros |

| 1990. október 19. | Argentína          | 3–0 | Hollandia | Brazíliaváros |
| 1990. október 19. | (15–7, 15–3, 15–7) |     |           | Brazíliaváros |

| 1990. október 20. | Hollandia          | 3–0 | Kanada | Brazíliaváros |
| 1990. október 20. | (15–3, 15–9, 15–8) |     |        | Brazíliaváros |

| 1990. október 20. | Argentína          | 3–0 | Egyesült Államok | Brazíliaváros |
| 1990. október 20. | (15–3, 15–8, 15–7) |     |                  | Brazíliaváros |

### C csoport
|               |      | Mérkőzések | Mérkőzések | Szettek | Szettek | Szettek | Pontok | Pontok | Pontok |
| Csapat        | Pont | Gy         | V          | Sz+     | Sz–     | SzA     | P+     | P–     | PA     |
| ------------- | ---- | ---------- | ---------- | ------- | ------- | ------- | ------ | ------ | ------ |
| Szovjetunió   | 6    | 3          | 0          | 9       | 0       | MAX     | 135    | 53     | 2,547  |
| Franciaország | 5    | 2          | 1          | 6       | 3       | 2,000   | 114    | 102    | 1,118  |
| Japán         | 4    | 1          | 2          | 3       | 6       | 0,500   | 86     | 108    | 0,796  |
| Venezuela     | 3    | 0          | 3          | 0       | 9       | 0,000   | 65     | 137    | 0,474  |

| 1990. október 18. | Japán              | 3–0 | Venezuela | Curitiba |
| 1990. október 18. | (15–6, 15–4, 15–8) |     |           | Curitiba |

| 1990. október 18. | Szovjetunió         | 3–0 | Franciaország | Curitiba |
| 1990. október 18. | (15–6, 15–10, 15–6) |     |               | Curitiba |

| 1990. október 19. | Szovjetunió         | 3–0 | Japán | Curitiba |
| 1990. október 19. | (15–10, 15–7, 15–1) |     |       | Curitiba |

| 1990. október 19. | Franciaország        | 3–0 | Venezuela | Curitiba |
| 1990. október 19. | (15–11, 17–15, 15–8) |     |           | Curitiba |

| 1990. október 20. | Franciaország       | 3–0 | Japán | Curitiba |
| 1990. október 20. | (15–7, 15–11, 15–5) |     |       | Curitiba |

| 1990. október 20. | Szovjetunió        | 3–0 | Venezuela | Curitiba |
| 1990. október 20. | (15–4, 15–2, 15–7) |     |           | Curitiba |

### D csoport
|             |      | Mérkőzések | Mérkőzések | Szettek | Szettek | Szettek | Pontok | Pontok | Pontok |
| Csapat      | Pont | Gy         | V          | Sz+     | Sz–     | SzA     | P+     | P–     | PA     |
| ----------- | ---- | ---------- | ---------- | ------- | ------- | ------- | ------ | ------ | ------ |
| Kuba        | 6    | 3          | 0          | 9       | 2       | 4,500   | 154    | 119    | 1,294  |
| Olaszország | 5    | 2          | 1          | 6       | 4       | 1,500   | 132    | 103    | 1,282  |
| Bulgária    | 4    | 1          | 2          | 6       | 6       | 1,000   | 147    | 136    | 1,081  |
| Kamerun     | 3    | 0          | 3          | 0       | 9       | 0,000   | 60     | 135    | 0,444  |

| 1990. október 18. | Olaszország         | 3–0 | Kamerun | Brazíliaváros |
| 1990. október 18. | (15–4, 15–3, 15–10) |     |         | Brazíliaváros |

| 1990. október 18. | Kuba                               | 3–2 | Bulgária | Brazíliaváros |
| 1990. október 18. | (11–15, 8–15, 15–10, 15–11, 15–10) |     |          | Brazíliaváros |

| 1990. október 19. | Kuba                | 3–0 | Kamerun | Brazíliaváros |
| 1990. október 19. | (15–8, 15–9, 15–11) |     |         | Brazíliaváros |

| 1990. október 19. | Olaszország                | 3–1 | Bulgária | Brazíliaváros |
| 1990. október 19. | (15–9, 15–5, 12–15, 15–12) |     |          | Brazíliaváros |

| 1990. október 20. | Bulgária           | 3–0 | Kamerun | Brazíliaváros |
| 1990. október 20. | (15–3, 15–5, 15–8) |     |         | Brazíliaváros |

| 1990. október 20. | Kuba                | 3–0 | Olaszország | Brazíliaváros |
| 1990. október 20. | (15–13, 15–9, 15–8) |     |             | Brazíliaváros |

## Helyosztók

### A 13–16. helyért
|                  |      | Mérkőzések | Mérkőzések | Szettek | Szettek | Szettek | Pontok | Pontok | Pontok |
| Csapat           | Pont | Gy         | V          | Sz+     | Sz–     | SzA     | P+     | P–     | PA     |
| ---------------- | ---- | ---------- | ---------- | ------- | ------- | ------- | ------ | ------ | ------ |
| Egyesült Államok | 6    | 3          | 0          | 9       | 2       | 4,500   | 159    | 120    | 1,325  |
| Dél-Korea        | 5    | 2          | 1          | 6       | 3       | 2,000   | 124    | 87     | 1,425  |
| Kamerun          | 4    | 1          | 2          | 4       | 6       | 0,667   | 109    | 124    | 0,879  |
| Venezuela        | 3    | 0          | 3          | 1       | 9       | 0,111   | 88     | 149    | 0,591  |

| 1990. október 23. | Dél-Korea           | 3–0 | Kamerun | Curitiba |
| 1990. október 23. | (15–10, 15–2, 15–7) |     |         | Curitiba |

| 1990. október 23. | Egyesült Államok           | 3–1 | Venezuela | Curitiba |
| 1990. október 23. | (15–5, 15–7, 14–16, 15–13) |     |           | Curitiba |

| 1990. október 24. | Egyesült Államok     | 3–0 | Dél-Korea | Curitiba |
| 1990. október 24. | (15–12, 15–9, 15–13) |     |           | Curitiba |

| 1990. október 24. | Kamerun             | 3–0 | Venezuela | Curitiba |
| 1990. október 24. | (15–4, 15–7, 15–13) |     |           | Curitiba |

| 1990. október 26. | Egyesült Államok            | 3–1 | Kamerun | Curitiba |
| 1990. október 26. | (15–9, 15–10, 10–15, 15–11) |     |         | Curitiba |

| 1990. október 26. | Dél-Korea          | 3–0 | Venezuela | Curitiba |
| 1990. október 26. | (15–8, 15–7, 15–8) |     |           | Curitiba |

### Rájátszás
- A csoportkör első helyezettjei egymással játszottak, de a vesztes is bekerült a negyeddöntőbe.

| 1990. október 23. | Kuba                              | 3–2 | Brazília | Rio de Janeiro |
| 1990. október 23. | (13–15, 16–17, 15–8, 15–8, 15–10) |     |          | Rio de Janeiro |

| 1990. október 23. | Argentína                         | 3–2 | Szovjetunió | Rio de Janeiro |
| 1990. október 23. | (15–4, 7–15, 15–11, 13–15, 15–11) |     |             | Rio de Janeiro |

### Nyolcaddöntők
| 1990. október 23. | Franciaország              | 3–1 | Kanada | Brazíliaváros |
| 1990. október 23. | (15–3, 12–15, 17–15, 15–9) |     |        | Brazíliaváros |

| 1990. október 23. | Hollandia           | 3–0 | Japán | Brazíliaváros |
| 1990. október 23. | (15–4, 15–12, 15–3) |     |       | Brazíliaváros |

| 1990. október 23. | Bulgária             | 3–0 | Svédország | Brazíliaváros |
| 1990. október 23. | (15–7, 15–12, 15–10) |     |            | Brazíliaváros |

| 1990. október 23. | Olaszország         | 3–0 | Csehszlovákia | Brazíliaváros |
| 1990. október 23. | (15–6, 16–14, 15–5) |     |               | Brazíliaváros |

### A 9–12. helyért
| 1990. október 24. | Csehszlovákia                    | 3–2 | Kanada | Brazíliaváros |
| 1990. október 24. | (15–4, 15–11, 5–15, 5–15, 15–10) |     |        | Brazíliaváros |

| 1990. október 24. | Svédország           | 3–0 | Japán | Brazíliaváros |
| 1990. október 24. | (15–10, 15–8, 15–11) |     |       | Brazíliaváros |

#### A 11. helyért
| 1990. október 26. | Csehszlovákia      | 3–0 | Svédország | Brazíliaváros |
| 1990. október 26. | (15–9, 15–4, 15–7) |     |            | Brazíliaváros |

#### A 9. helyért
| 1990. október 26. | Japán                              | 3–2 | Kanada | Brazíliaváros |
| 1990. október 26. | (15–13, 15–13, 7–15, 10–15, 17–16) |     |        | Brazíliaváros |

### Negyeddöntők
| 1990. október 26. | Kuba                              | 3–2 | Hollandia | Rio de Janeiro |
| 1990. október 26. | (8–15, 15–10, 11–15, 17–15, 15–9) |     |           | Rio de Janeiro |

| 1990. október 26. | Szovjetunió          | 3–0 | Bulgária | Rio de Janeiro |
| 1990. október 26. | (15–12, 15–4, 15–11) |     |          | Rio de Janeiro |

| 1990. október 26. | Brazília           | 3–0 | Franciaország | Rio de Janeiro |
| 1990. október 26. | (15–8, 15–0, 15–9) |     |               | Rio de Janeiro |

| 1990. október 26. | Olaszország           | 3–0 | Argentína | Rio de Janeiro |
| 1990. október 26. | (17–15, 15–11, 15–13) |     |           | Rio de Janeiro |

### Az 5–8. helyért
| 1990. október 27. | Bulgária                           | 3–2 | Hollandia | Brazíliaváros |
| 1990. október 27. | (10–15, 15–11, 1–15, 15–10, 17–15) |     |           | Brazíliaváros |

| 1990. október 27. | Argentína             | 3–0 | Franciaország | Brazíliaváros |
| 1990. október 27. | (15–13, 16–14, 15–11) |     |               | Brazíliaváros |

#### A 7. helyért
| 1990. október 28. | Hollandia                | 3–1 | Franciaország | Brazíliaváros |
| 1990. október 28. | (15–1, 8–15, 15–8, 15–7) |     |               | Brazíliaváros |

#### Az 5. helyért
| 1990. október 28. | Bulgária                           | 3–2 | Argentína | Brazíliaváros |
| 1990. október 28. | (7–15, 14–16, 15–10, 15–12, 15–10) |     |           | Brazíliaváros |

### Elődöntők
| 1990. október 27. | Olaszország                     | 3–2 | Brazília | Rio de Janeiro |
| 1990. október 27. | (6–15, 15–9, 15–8, 8–15, 15–13) |     |          | Rio de Janeiro |

| 1990. október 27. | Kuba                       | 3–1 | Szovjetunió | Rio de Janeiro |
| 1990. október 27. | (7–15, 15–12, 15–9, 15–11) |     |             | Rio de Janeiro |

#### Bronzmérkőzés
| 1990. október 28. | Szovjetunió        | 3–0 | Brazília | Rio de Janeiro |
| 1990. október 28. | (15–8, 15–8, 15–4) |     |          | Rio de Janeiro |

#### Döntő
| 1990. október 28. | Olaszország                 | 3–1 | Kuba | Rio de Janeiro |
| 1990. október 28. | (12–15, 15–11, 15–6, 16–14) |     |      | Rio de Janeiro |

| Az 1990-es férfi röplabda-világbajnokság győztese |
| ------------------------------------------------- |
| · Olaszország · 1. cím                            |

## Végeredmény
| Helyezés |                  |      | Mérkőzések | Mérkőzések | Szettek | Szettek | Szettek | Pontok | Pontok | Pontok |
| Helyezés | Csapat           | Pont | Gy         | V          | Sz+     | Sz–     | SzA     | P+     | P–     | PA     |
| -------- | ---------------- | ---- | ---------- | ---------- | ------- | ------- | ------- | ------ | ------ | ------ |
| Arany    | Olaszország      | 13   | 6          | 1          | 18      | 7       | 2,571   | 342    | 273    | 1,253  |
| Ezüst    | Kuba             | 13   | 6          | 1          | 19      | 10      | 1,900   | 392    | 346    | 1,133  |
| Bronz    | Szovjetunió      | 12   | 5          | 2          | 18      | 6       | 3,000   | 328    | 217    | 1,512  |
| 4.       | Brazília         | 11   | 4          | 3          | 16      | 11      | 1,455   | 343    | 309    | 1,110  |
|          |                  |      |            |            |         |         |         |        |        |        |
| 5.       | Bulgária         | 11   | 4          | 3          | 15      | 13      | 1,154   | 343    | 339    | 1,012  |
| 6.       | Argentína        | 12   | 5          | 2          | 17      | 8       | 2,125   | 348    | 275    | 1,265  |
| 7.       | Hollandia        | 11   | 4          | 3          | 16      | 10      | 1,600   | 335    | 264    | 1,269  |
| 8.       | Franciaország    | 10   | 3          | 4          | 10      | 13      | 0,769   | 259    | 288    | 0,899  |
|          |                  |      |            |            |         |         |         |        |        |        |
| 9.       | Csehszlovákia    | 9    | 3          | 3          | 11      | 13      | 0,846   | 267    | 298    | 0,896  |
| 10.      | Svédország       | 9    | 3          | 3          | 11      | 12      | 0,917   | 295    | 291    | 1,014  |
| 11.      | Japán            | 8    | 2          | 4          | 6       | 14      | 0,429   | 198    | 271    | 0,731  |
| 12.      | Kanada           | 7    | 1          | 5          | 8       | 16      | 0,500   | 283    | 322    | 0,879  |
|          |                  |      |            |            |         |         |         |        |        |        |
| 13.      | Egyesült Államok | 9    | 3          | 3          | 10      | 11      | 0,909   | 256    | 270    | 0,948  |
| 14.      | Dél-Korea        | 8    | 2          | 4          | 9       | 12      | 0,750   | 253    | 256    | 0,988  |
| 15.      | Kamerun          | 7    | 1          | 5          | 4       | 15      | 0,267   | 169    | 259    | 0,653  |
| 16.      | Venezuela        | 6    | 0          | 6          | 1       | 18      | 0,056   | 153    | 286    | 0,535  |